# 青毛砂丘
青毛砂丘（あおげさきゅう・おおげさきゅう）は、埼玉県久喜市青毛地区に所在する河畔砂丘。中川低地の河畔砂丘群の1つである。

## 概要
青毛砂丘は河畔砂丘（内陸砂丘）に区分される砂丘群である。砂丘は旧利根川（現：葛西用水路［古利根川］）の自然堤防上に発達し、旧利根川によって運ばれてきた砂質堆積物が風に飛ばされ形成されたものと考えられ、シルト分の少ない風成砂層から構成されている。砂丘は旧利根川の流路が東から南へと大きく蛇行する流路となっている場所の東へと流下している箇所の南側に所在し、3列の小規模な河畔砂丘が分布している。ⅠとⅡは直線状に形成され、Ⅲはゆるく湾曲している。Ⅰは字上青毛の北部に所在し、規模は最小で長さ300 m・幅50 mである。Ⅱは字流作の南側沿い、字中村・字川原（現：青毛2丁目）の北部に位置し、長さ720 m・幅70 mである。Ⅲは字中島・青毛4丁目の北部に位置し長さ500 m・幅40 mとなっている。低地からの比高は大きいところでⅡの2.5 mほどである。しかしながら比高については、この河畔砂丘の調査が行われてしばらくの後、青毛堀川の河川拡幅工事と合せ、砂丘の北側に位置していた字流作や西大輪字青毛下などの低地の水田へと農地改良工事の為に掘削土を客土したため、比高は変わってしまっている可能性がある。なお、この砂丘は久喜市史編さんの為の調査によってはじめて発見・記録されたものである。
また、このうちⅡの砂丘のおおよそ中央部、字中村北部にはかつて字本郷（現：栗原2丁目）で操業していたレンガ工場（れんがこうば）の砂採掘場があり、1961年（昭和36年）の工場の閉鎖後も採掘跡が砂丘内の池として存在していたため、タヌキモなどの水生植物の自生地として知られている時代もあった。今日では池は埋め立てられており、現存していない。（青毛の項・自然環境の節を参照）
この近隣では、葛西用水路の対岸（左岸側［幸手市側］）にも香取神社の北方へ約170 mの付近に砂目の微高地が所在している。

## 周辺
- 葛西用水路（古利根川）
- 流作水路
- 久喜市立青毛小学校
- 常楽寺
- 大日堂
- 青毛五柱神社
- エンゼル公園
- 川瀬家のイヌマキ